# Hydrochoerinae
Los hidroquerinos (Hydrochoerinae) son una subfamilia de roedores cavies integrada por dos  géneros vivientes y varios extintos. Las especies vivientes habitan en regiones de clima tropical, subtropical y templado desde el sur de América Central hasta el centro-este del Cono Sur de América del Sur. Incluye al roedor viviente de mayor peso del mundo.

## Taxonomía
Esta familia fue descrita originalmente en el año 1825 por el zoólogo y naturalista inglés John Edward Gray.

### Subdivisión
Esta familia se compone de numerosos géneros, pero solo 2 de ellos vivientes: 
- Hydrochoerus Brisson, 1762 (carpinchos, capibaras o chigüiros)
- Kerodon F. Cuvier, 1825. (mocós)
- Anatochoerus †
- Cardiatherium †
- Contracavia †
- Hydrochoeropsis †
- Neochoerus †
- Nothydrochoerus †
- Phugatherium †
- Porcellusignum †
- Protohydrochoerus †
- Xenocardia †

### Evolución y ubicación taxonómica
La sistemática de los hidroquéridos se basa sobre la morfología de su rasgo más característico: sus molariformes euhipsodontes, complejos y multilaminados.
Para algunos investigadores son una subfamilia dentro de la familia Caviidae (Hydrochoerinae), conclusión arribada sobre la base de estudios filogenéticos moleculares. Para otros, en cambio, merecen el reconocimiento como una familia separada (Hydrochoeridae), manteniendo en Hydrochoerinae a los géneros vivientes y algunos de los fósiles relacionados (como Neochoerus).
La taxonomía de los taxas fósiles de hidroquéridos también se encuentra en proceso de cambio ya que la diversidad anteriormente descrita se ha reducido sustancialmente, principalmente en razón del reconocimiento de que la forma de los dientes molares en esta subfamilia muestra una fuerte variación durante la vida del individuo.
Los hidroquéridos son un grupo sumamente homogéneo y de evolución gradual, con una estrecha sucesión filogenética, la cual se puede seguir en base al registro fósil. 
Los restos más antiguos de hidroquéridos proceden del Mioceno tardío del sudoeste de la provincia de Buenos Aires, Argentina.